# Leucomium letestui
Leucomium letestui är en bladmossart som beskrevs av Brotherus och Potier de la Varde 1925. Leucomium letestui ingår i släktet Leucomium och familjen Hypnaceae. Inga underarter finns listade i Catalogue of Life.